# المنطقة الشمالية (بوركينا فاسو)
المنطقة الشمالية هي إحدى المناطق الإدارية الثلاث عشر في بوركينا فاسو، أنشئت في 2001، بلغ عدد سكان المنطقة الشمالية 1,720,908 نسمة في عام 2019، عاصمتها أواهيغويا.
تتألف المنطقة من أربع مقاطعات وهم: لوروم وباسوري وياتينغا وزوندوما.
يعد المحصول الأكثر حصادًا في عام 2005 هو الذرة الرفيعة بقيمة 26.74 مليون دولار دولي في نفس العام.
مستوى هطول الأمطار السنوي في المنطقة من عام 1990 إلى عام 2015 هو 706 ملم حسب موقع داتا أفريكا المتخصص في الشوؤن الإفريقية.
نسبة عدد الفقراء في المنطقة (1.80$/اليوم) (تعادل القوة الشرائية لعام 2011) في عام 2014 كانت 69%.
حسب موقع city population فإن التعداد السكاني للمنطقة الشمالية كان 1,722,115 نسمة في 16 نوفمبر 2019.

## الأمراض
بين الأطفال في المنطقة الشمالية، كان 14% يعانون من التقزم الشديد، و10% يعانون من نقص الوزن الشديد و8% يعانون من الهزال الشديد.
كان نسبة التقزم عن الأطفال الذكور في المنطقة الشمالية 43% وعند الإناث 33%.

## الفقر
إعتبارًا من عام 2014، كان هناك 1.04 مليون شخص يعيشون بأقل من 1.90 دولار يوميًا حسب تعادل القوة الشرائية لعام 2011، و 1.37 مليون شخص يعيشون بأقل من 3.10 دولارًا في اليوم حسب تعادل القوة الشرائية لنفس العام. 